# Phelipanche hypertomentosa
Phelipanche hypertomentosa är en snyltrotsväxtart som först beskrevs av M.J.Y.Foley, och fick sitt nu gällande namn av M.J.Y.Foley. Phelipanche hypertomentosa ingår i släktet Phelipanche och familjen snyltrotsväxter. Inga underarter finns listade i Catalogue of Life.